# Onthophagus serdangensis
Onthophagus serdangensis är en skalbaggsart som beskrevs av Lansberge 1886. Onthophagus serdangensis ingår i släktet Onthophagus och familjen bladhorningar. Inga underarter finns listade i Catalogue of Life.